# Anytime Smokin' Cigarette
Singles de Globe
Faces Places
(1997) Wanderin' Destiny
(1997)
Anytime Smokin' Cigarette (Anytime smokin' cigarette) est le 10e single de Globe.

## Présentation
Le single, coécrit, composé et produit par Tetsuya Komuro, sort le 9 avril 1997  au Japon sur le label Avex Globe de la compagnie Avex, au format mini-CD single de 8 cm de diamètre (alors la norme pour les singles dans ce pays), un mois seulement après le précédent single du groupe, Faces Places. Il atteint la 6e place du classement des ventes de l'Oricon, et reste classé sept semaines. Il se vend à plus de 150 000 exemplaires, étant alors le single du groupe le moins vendu et le moins bien classé.
Ces faibles ventes relatives sont dues au fait qu'il s'agit d'un recut single extrait d'un album : sa chanson-titre était en effet déjà parue sur le deuxième album du groupe, Faces Places, sorti un mois plus tôt. Elle sera aussi réenregistrée live pour son album First Reproducts de 1999, et figurera également par la suite sur ses compilations Cruise Record de 1999, Globe Decade de 2005, et 15 Years de 2010. Sa version instrumentale figure sur le single, ainsi qu'une version remixée ("Black Lung Mix").

## Liste des titres
Les chansons sont écrites, composées, arrangées par Tetsuya Komuro (coécrites par Marc), et mixées par Eddie DeLena.
| CD    | CD                                                                         | CD                    | CD    | CD | CD | CD | CD | CD | CD |
| No    | Titre                                                                      | Description           | Durée |    |    |    |    |    |    |
| ----- | -------------------------------------------------------------------------- | --------------------- | ----- | -- | -- | -- | -- | -- | -- |
| 1.    | Anytime Smokin' Cigarette (Straight Run) (Anytime smokin' cigarette ...)   | Version originale     | 7:40  |    |    |    |    |    |    |
| 2.    | Anytime Smokin' Cigarette (Black Lung Mix) (Anytime smokin' cigarette ...) | Version remixée       | 6:54  |    |    |    |    |    |    |
| 3.    | Anytime Smokin' Cigarette (Instrumental) (Anytime smokin' cigarette ...)   | Version instrumentale | 7:39  |    |    |    |    |    |    |
| 22:15 |                                                                            |                       |       |    |    |    |    |    |    |